# Višnjevec Podvrški
Višnjevec Podvrški is een plaats in de gemeente Samobor in de Kroatische provincie Zagreb. De plaats telt 40 inwoners (2001).